# Леунино (Кирилловский район)
Леунино — деревня в Кирилловском районе Вологодской области.
Входит в состав Алёшинского сельского поселения, с точки зрения административно-территориального деления — в Алёшинский сельсовет.
Расстояние до районного центра Кириллова по автодороге — 13,6 км, до центра муниципального образования Шиндалово по прямой — 3 км. Ближайшие населённые пункты — Косые Гряды, Сокирино, Васькино, Кузино, Шиляково, Поповская.
По переписи 2002 года население — 3 человека.